# Culoptila kimminsi
Culoptila kimminsi là một loài Trichoptera trong họ Glossosomatidae. Chúng phân bố ở miền Tân bắc.